# Macgillycuddy's Reeks
Macgillycuddy's Reeks (in gaelico irlandese Na Cruacha Dubha, che significa " I camini neri") è una catena montuosa irlandese, situata nella contea di Kerry, a sua volta collocata nella provincia di Munster.

## Geografia

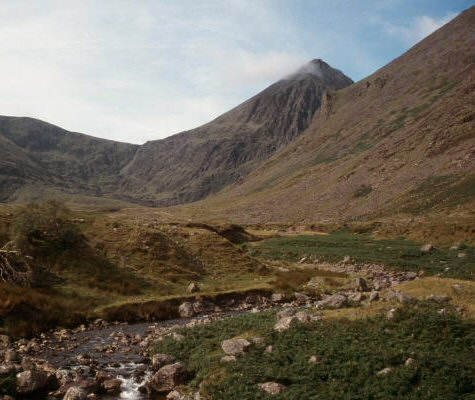
Carrantuohill, la più alta cima della catena e di tutta l'Irlanda

Si estende per 19 km in larghezza e comprende le cime più alte dell'intera isola: Carrantuohill (1038 m), Beenkeragh (1010 m), Caher (1001 m), e oltre altre cento vette che superano i 2000 piedi di altezza. I monti, costituiti per lo più da pietra arenaria, sono stati intagliati dai ghiacciai un tempo presenti nella zona e si trovano nella penisola di Iveragh, vicino ai Laghi di Killarney.

## Etimologia
La catena prende il proprio nome dalla famiglia " Macgillycuddy of the Reeks", che ha posseduto svariati territori nel Munster fino alla fine del XX secolo.